# Saint-Agathon
Saint-Agathon [sɛ̃tagatɔ̃] est une commune française du département des Côtes-d'Armor en région Bretagne.

## Géographie
| Pabu     | Pommerit-le-Vicomte | Le Merzer            |
| Guingamp | Saint-Agathon       |                      |
|          | Ploumagoar          | Saint-Jean-Kerdaniel |

### Hydrographie
Pour un article plus général, voir Réseau hydrographique des Côtes-d'Armor.
La commune est située dans le bassin Loire-Bretagne. Elle est drainée par le Frout et la rivière le Traou,,.
Le Frout, d'une longueur de 11 km, prend sa source dans la commune de Ploumagoar et se jette  dans le Trieux à Pabu, après avoir traversé quatre communes. 

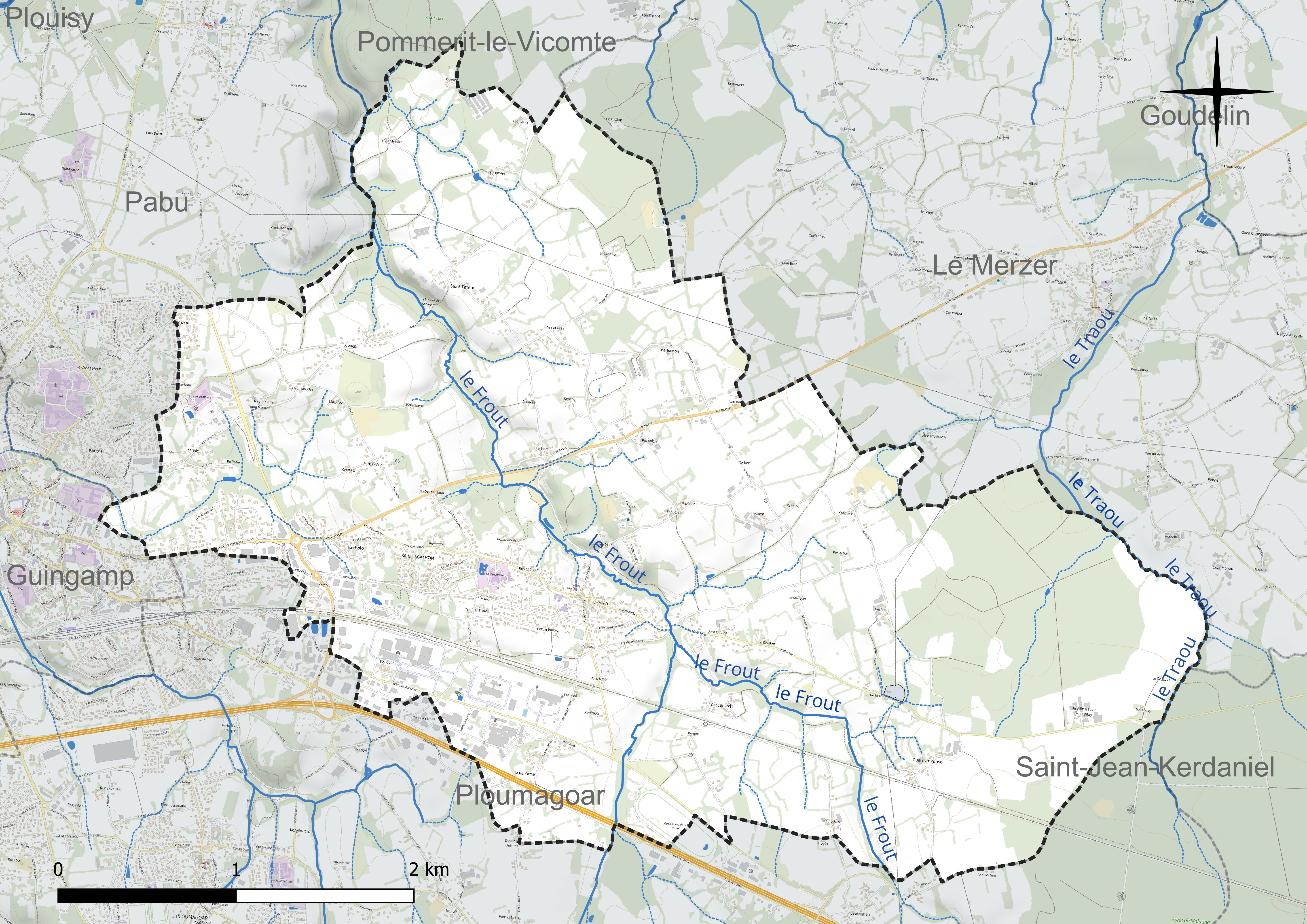
Réseau hydrographique de Saint-Agathon.

### Climat
Pour des articles plus généraux, voir Climat de la Bretagne et Climat des Côtes-d'Armor.
En 2010, le climat de la commune est de type climat océanique franc, selon une étude du CNRS s'appuyant sur une série de données couvrant la période 1971-2000. En 2020, Météo-France publie une typologie des climats de la France métropolitaine dans laquelle la commune est exposée à un climat océanique et est dans la région climatique  Finistère nord, caractérisée par une pluviométrie élevée, des températures douces en hiver (6 °C), fraîches en été et des vents forts. Parallèlement l'observatoire de l'environnement en Bretagne publie en 2020 un zonage climatique de la région Bretagne, s'appuyant sur des données de Météo-France de 2009. La commune est, selon ce zonage, dans la zone « Intérieur  », exposée à un climat médian, à dominante océanique.  
Pour la période 1971-2000, la température annuelle moyenne est de 11 °C, avec  une amplitude thermique annuelle de 11,2 °C. Le cumul annuel moyen de précipitations est de 879 mm, avec 14,4 jours de précipitations en janvier et 7,4 jours en juillet. Pour la période 1991-2020, la température moyenne annuelle observée sur la station météorologique la plus proche, située sur la commune de Lanleff à 16 km à vol d'oiseau, est de 11,7 °C et le cumul annuel moyen de précipitations est de 845,9 mm,. Pour l'avenir, les paramètres climatiques de la commune estimés pour 2050 selon différents scénarios d’émission de gaz à effet de serre sont consultables sur un site dédié publié par Météo-France en novembre 2022.

## Urbanisme

### Typologie
Au 1er janvier 2024, Saint-Agathon est catégorisée commune rurale à habitat dispersé, selon la nouvelle grille communale de densité à 7 niveaux définie par l'Insee en 2022.
Elle appartient à l'unité urbaine de Guingamp, une agglomération intra-départementale dont elle est une commune de la banlieue,. Par ailleurs la commune fait partie de l'aire d'attraction de Guingamp, dont elle est une commune de la couronne,. Cette aire, qui regroupe 15 communes, est catégorisée dans les aires de moins de 50 000 habitants,.

### Occupation des sols
L'occupation des sols de la commune, telle qu'elle ressort de la base de données européenne d’occupation biophysique des sols Corine Land Cover (CLC), est marquée par l'importance des territoires agricoles (67 % en 2018), en diminution par rapport à 1990 (77,8 %). La répartition détaillée en 2018 est la suivante : 
zones agricoles hétérogènes (44,7 %), terres arables (15,7 %), forêts (13,7 %), zones urbanisées (12,7 %), prairies (6,6 %), zones industrielles ou commerciales et réseaux de communication (6,1 %), milieux à végétation arbustive et/ou herbacée (0,5 %). L'évolution de l’occupation des sols de la commune et de ses infrastructures peut être observée sur les différentes représentations cartographiques du territoire : la carte de Cassini (XVIIIe siècle), la carte d'état-major (1820-1866) et les cartes ou photos aériennes de l'IGN pour la période actuelle (1950 à aujourd'hui).

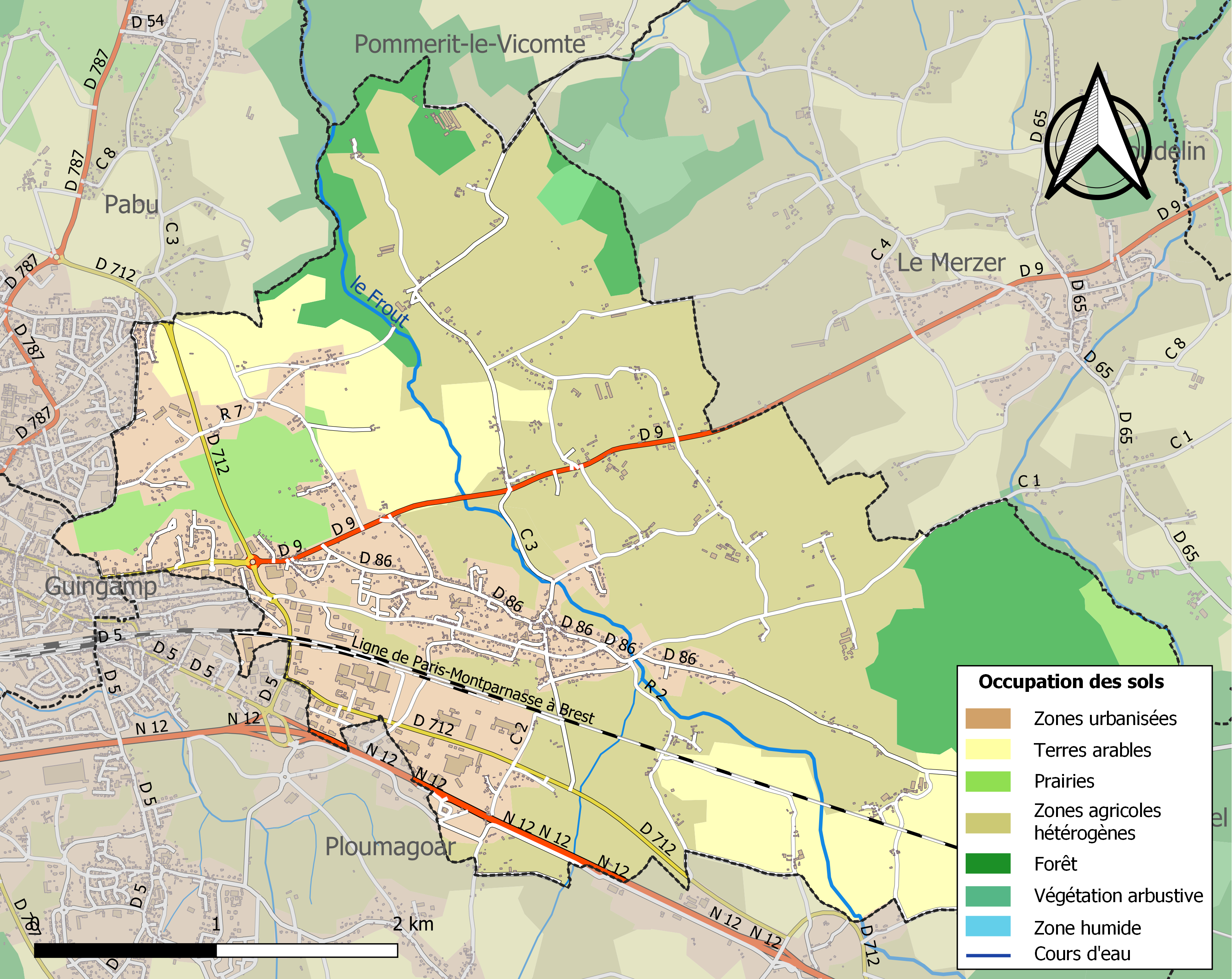
Carte des infrastructures et de l'occupation des sols de la commune en 2018 (CLC).

## Toponymie
Le nom de la localité est attesté sous les formes Prior Sancti Guengontoni vers 1330, Saint Gueganton en 1447, prioratus Sanctus Negantonii en 1516, Saint Negantonen 1555, Sainct Eganton en 1574, Sainct Aganthon en 1583.
Zan Eganton en breton.
Saint Gwéganton, ce saint breton a donné son nom au bourg, il a été faussement assimilé au pape saint Agathon, actuel patron de l'église.

## Histoire

### L'Époque néolithique
Un alignement de stèles, de forme semi-cylindrique ou oblongue, témoigne de la présence à cet endroit d'une nécropole datant du premier Âge du fer armoricain.

### La Révolution française
Au cours de la Révolution française, la commune porta provisoirement le nom de Bonvalon.

### Le XXe siècle

#### Les guerres du XXe siècle
Le monument aux Morts porte les noms des 67 soldats morts pour la Patrie :
- 56 sont morts durant la Première Guerre mondiale.
- 11 sont morts durant la Seconde Guerre mondiale.

## Démographie
L'évolution du nombre d'habitants est connue à travers les recensements de la population effectués dans la commune depuis 1793. Pour les communes de moins de 10 000 habitants, une enquête de recensement portant sur toute la population est réalisée tous les cinq ans, les populations de référence des années intermédiaires étant quant à elles estimées par interpolation ou extrapolation. Pour la commune, le premier recensement exhaustif entrant dans le cadre du nouveau dispositif a été réalisé en 2007.

En 2022, la commune comptait 2 202 habitants, en évolution de −2,7 % par rapport à 2016 (Côtes-d'Armor : +1,78 %, France hors Mayotte : +2,11 %).
| 1793 | 1800 | 1806 | 1821 | 1831 | 1836 | 1841 | 1846  | 1851  |
| ---- | ---- | ---- | ---- | ---- | ---- | ---- | ----- | ----- |
| 850  | 891  | 929  | 890  | 928  | 945  | 972  | 1 009 | 1 021 |

| 1856  | 1861  | 1866  | 1872  | 1876  | 1881  | 1886  | 1891  | 1896  |
| ----- | ----- | ----- | ----- | ----- | ----- | ----- | ----- | ----- |
| 1 024 | 1 015 | 1 028 | 1 015 | 1 057 | 1 114 | 1 125 | 1 130 | 1 121 |

| 1901  | 1906  | 1911  | 1921 | 1926 | 1931 | 1936 | 1946 | 1954 |
| ----- | ----- | ----- | ---- | ---- | ---- | ---- | ---- | ---- |
| 1 060 | 1 038 | 1 007 | 973  | 945  | 955  | 970  | 982  | 924  |

| 1962 | 1968 | 1975  | 1982  | 1990  | 1999  | 2006  | 2007  | 2012  |
| ---- | ---- | ----- | ----- | ----- | ----- | ----- | ----- | ----- |
| 899  | 890  | 1 106 | 1 331 | 1 453 | 1 783 | 1 973 | 2 002 | 2 180 |

| 2017  | 2022  | - | - | - | - | - | - | - |
| ----- | ----- | - | - | - | - | - | - | - |
| 2 273 | 2 202 | - | - | - | - | - | - | - |

## Lieux et monuments

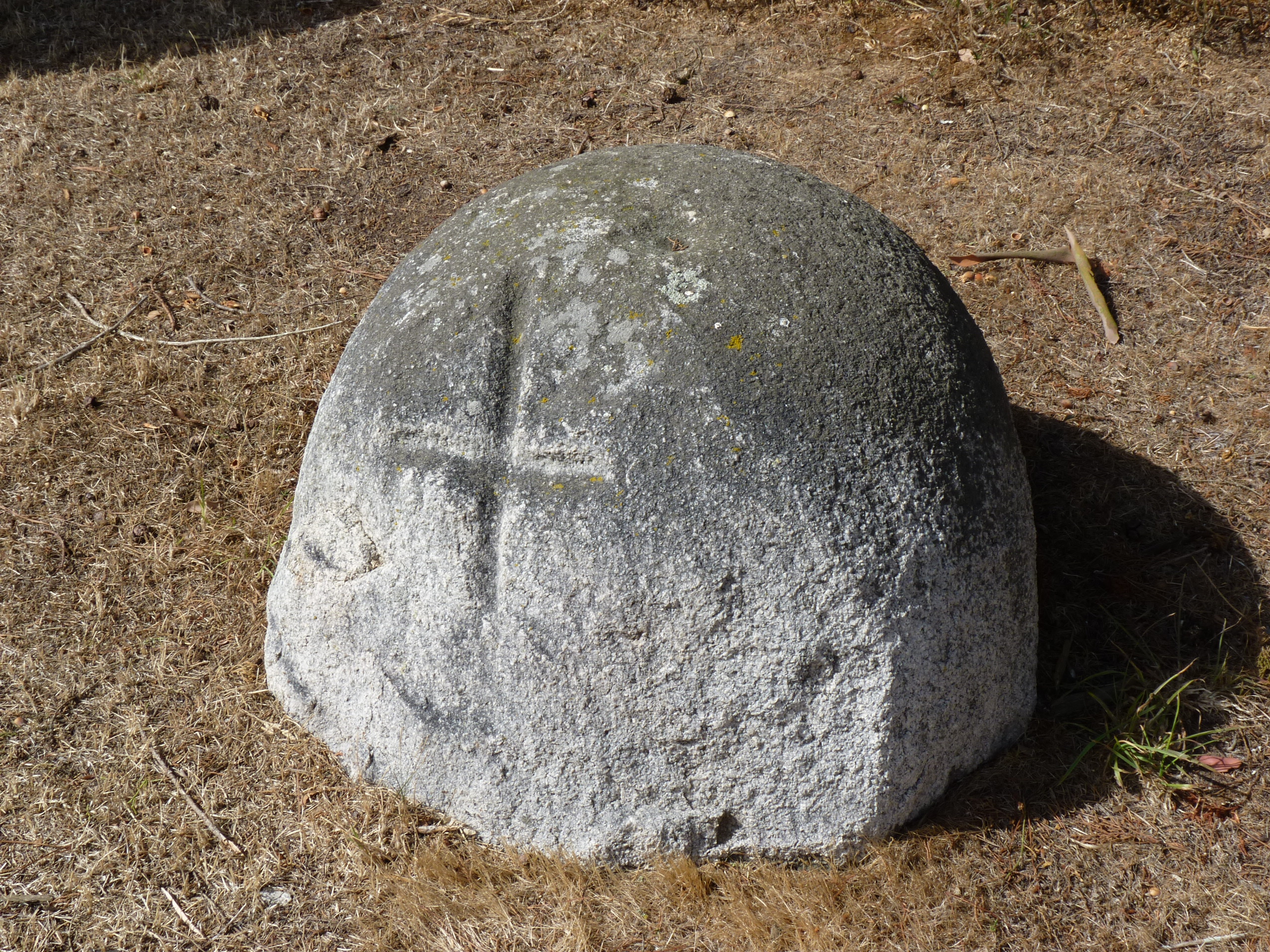
Une des stèles gauloises christianisée.

La commune compte un monument historique, les cinq stèles de Boulbin (Age de fer), classées par arrêté du 13 janvier 1958.
- l'une d'entre elles 90 cm environ, en granit, de forme hémisphérique semble porter la trace de deux christianisations successives. L'une des croix, la plus grande, pourrait dater du VIIe siècle.
- celle en forme d'obélisque pourrait être un petit menhir daté du Néolithique[35].

Autres monuments notables

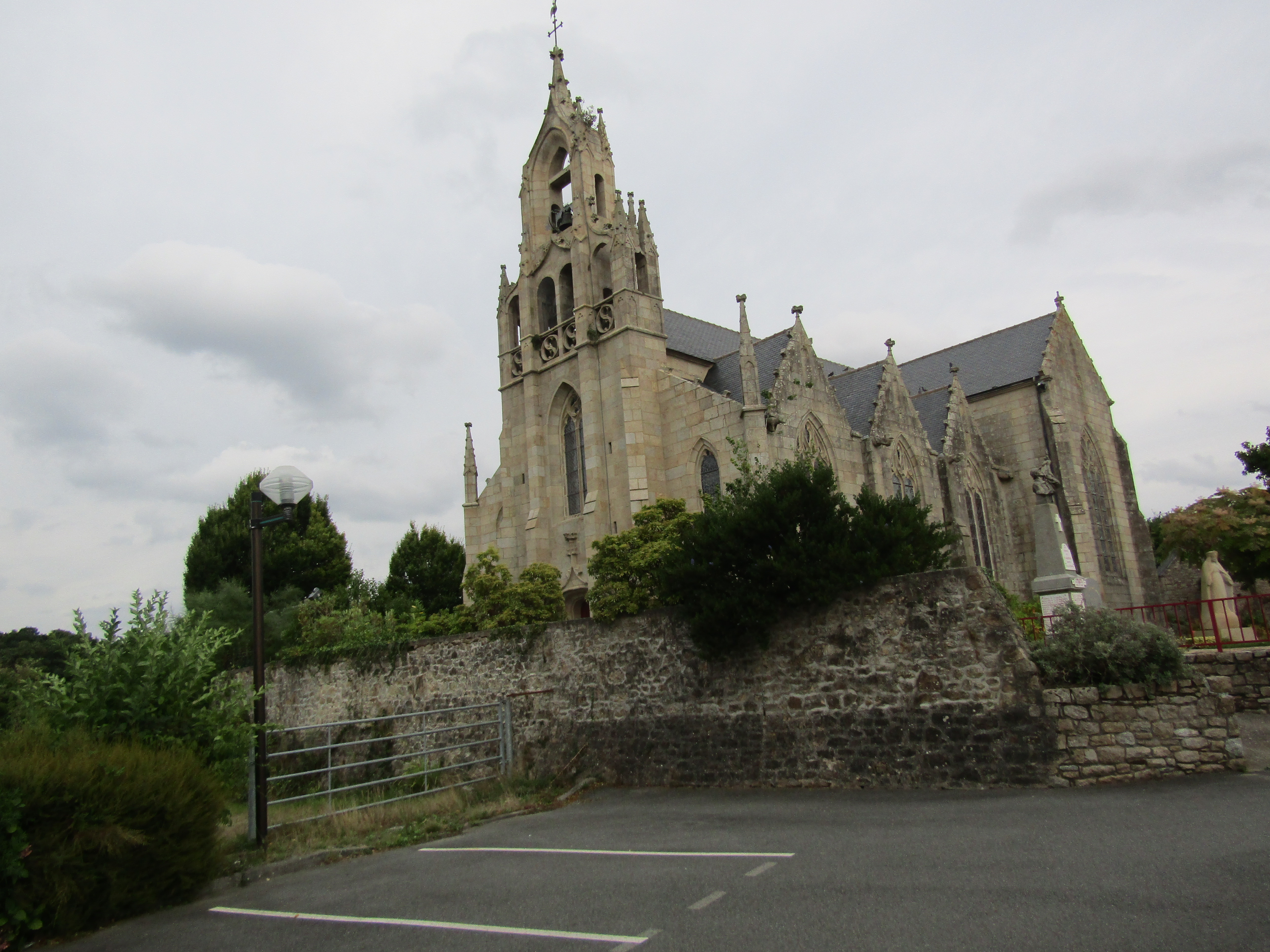
L'église Notre-Dame.

- L'église Notre-Dame. Granit de l'île Grande. Cet édifice néogothique est élevé sur l'emplacement de l'ancienne église tréviale devenue paroissiale après la Révolution. Dédiée à Notre-Dame, elle est construite avec peu de moyens. Certains éléments, telles les accolades et les gargouilles, sont peut-être des remplois.
- La chapelle Notre-Dame de Malaunay (1702-1704) : le clocher-mur a une seule chambre de cloche ; une inscription sur la sablière permet de dater la chapelle élevée en action de grâce après la capture des « Courqueux », brigands qui rançonnaient les voyageurs, cachés dans le bois de Malaunay. Une tour cylindrique est appliquée au chevet. On y prie sainte Apolline en souvenir des tortures infligées par les « Courqueux » à leurs victimes : ils leur arrachaient les dents.
- Le manoir de Kerleino ou Kerlaino. Propriété au XVe siècle du comte de Kerleyno, le manoir est racheté au XVIIe siècle par Jacques Le Brun, négociant en vin et notable de Guingamp, dont il est le maire en 1644-1645. Son fils Bertrand reconstruit le manoir en 1681. À cette époque, on abandonne alors les éléments défensifs des manoirs plus anciens et on évolue vers un style plus citadin. Ces habitations sont les maisons de campagne et de prestige des bourgeois qui souhaitent intégrer la noblesse par alliance ou par l'achat de terres nobles ou d'offices.
- Le manoir de Kérenez et son colombier. Le manoir ne se différenciait des habitations rurales que par la tourelle de l’escalier et par la double porte de sa cour close. Telle était la maison de Kerennes en la trève de Saint-Agathon, c’est là que mourut, fin 1516, Guillaume Le Croazer, écuyer, sieur du lieu-dit.
- Le manoir de Kerlann (1661) : au début du XXe siècle, une porte appareillée agrémente la façade de ce manoir, qui fut, au XIXe siècle et au début du XXe siècle, la propriété de la famille de Perrien de Chavagnac ; une tour carrée sur la façade nord abrite l'escalier ; il subsiste aussi une partie du mur d'enceinte et des dépendances, dont un four.
- Le moulin de Kermorvan (XVIIIe siècle) exploité par Gabriel Louis Le Tertre, meunier en premier lieu, au milieu du XVIIIe.
- Les moulins aujourd'hui disparus : de La Villeneuve, de Coulouan (entre Kerhor et Traoudour), de Quelen (entre Restquelen et Coat-Briant), et un moulin à vent situé vers Belorme.

## Sport
- La commune de Saint-Agathon possède une salle de sport, ainsi que deux terrains de tennis en outdoor.
- La commune de Saint-Agathon possède sa propre équipe de foot, l’Étoile Sportive du Frout de Saint-Agathon. Club qui a été créé en 1975. L'équipe 1 est actuellement en 2ème division de district. Elle possède aussi une école de foot.
- Un terrain multisports en aluminium avec gazon synthétique a été installé en 2011[36].